# Podgaje (Nowa Ruda)
Podgaje (niem. Fohler) – część miasta Nowa Ruda w Polsce, położona w województwie dolnośląskim, w powiecie kłodzkim.

## Położenie
Podgaje to nieduża osada położona w Sudetach Środkowych, u południowo-wschodniego podnóża Kościelca, na wysokości około 320–390 m n.p.m.

## Podział administracyjny
W latach 1975–1998 miejscowość administracyjnie należała do województwa wałbrzyskiego.

## Historia
Podgaje powstały na początku XIX wieku, była to wtedy mała osada złożona z 3-4 domów, związanych z folwarkiem w Słupcu. Miejscowość rozwinęła się nieco dopiero po 1900 roku, było tam wtedy około 9-10 domów. W 1933 roku Podgaje liczyły 101 mieszkańców. Stan taki utrzymywał się po 1945 roku. Dopiero pod koniec XX wieku we wschodnim sąsiedztwie osady powstało osiedle mieszkaniowe.

## Szlaki turystyczne
Przez Podgaje prowadzi  Główny Szlak Sudecki ze Słupca na Górę Wszystkich Świętych.